# Sabotage et déraillement du train postal Paris-Tourcoing le 3 décembre 1947 à Arras
Le sabotage et déraillement du train postal Paris-Tourcoing le 3 décembre 1947 à Arras est un attentat ferroviaire meurtrier survenu le 3 décembre 1947 à Arras, dans le Pas-de-Calais, lors du passage de la courbe d'Achicourt, qui provoque la mort d'une vingtaine de personnes et fait plusieurs dizaines de blessés, en pleine période des grèves de 1947. Les auteurs de l'attentat n'ont jamais été retrouvés et les différentes hypothèses manquent toutes d'indices précis, certaines étant même incompatibles avec les données recoupées depuis.
Ce conflit a donné lieu à 26 jours de grève, soit 80 fois plus que l'année précédente et mobilisé 5 millions de personnes, dont de nombreux cheminots. À partir de mars 1947, ces grèves avaient mis fin à la « Bataille de la production » lancée en 1944. Il prend fin après l'attentat mais les grèves reprennent moins d'un an plus tard avec la grève des mineurs de 1948.

## Contexte

### FilmLa Bataille du rail
L'année précédente, l'image héroïque du cheminot résistant a été exaltée par La Bataille du rail film de René Clément, qui raconte les sabotages ferroviaires et autres actions clandestines, pendant l’occupation allemande, des employés des chemins de fer de la nouvelle SNCF. Mais depuis mars, les Grèves de 1947 en France ont éclaté dans de nombreux départements.

### Émeutes de la faim
Sur un total de 88 manifestations recensées en France entre le 1er mai et le 28 septembre 1947, 61 sont organisées pour protester contre les pénuries, selon l'historienne Danielle Tartakowsky. Dès le 23 avril, des métallurgistes nantais protestent devant la préfecture contre les restrictions alimentaires. Le 10 mai, les docker de la ville font de même. Du 10 au 20 mai, 3 villes du Finistère, Brest, Concarneau et Landerneau voient des manifestations CGT contre le rationnement du pain et du vin. Le mois de mai voit ainsi une première flambée de manifestations désignées comme les « émeutes de la faim », y compris en milieu rural ou de petites villes. Plus de 200 habitants de villages qui s'étaient emparés de farine montent ainsi à Limoges début mai pour protester, où la préfecture refuse de les recevoir,, tandis que dans l'Aveyron, des mineurs de Decazeville qui ont marché sur Rodez ont obtenu des livraisons de farine, imités le 14 mai par des habitants de Saint-Geniez, où les distributions de pain ont cessé depuis trois semaines.
À Nevers, la préfecture est envahie par 6 000 manifestants soucieux d'empêcher l'exportation de blé. Idem à Lyon, le 21 mai par d'autres qui obtiennent la modification du système de rationnement,, et à Amiens les boulangeries sont investies par des ménagères en colère le 21 mai, après une manifestation la veille à la préfecture. Les manifestants sont plus de 2 000 à Lyon, où une rumeur affirme que la plupart des ouvriers seraient entrés en grève, en cas de maintien de la décision du préfet, jugée maladroite par la presse. À La Roche-sur-Yon le 20 mai, et Dijon le même jour,, ce sont de petits patrons qui saccagent les bureaux du contrôle économique, salués par la presse syndicale.

### Première grève des cheminots en juin
Les grèves de 1947 ont commencé dans plusieurs secteurs en avril et se sont poursuivies par une première grève des cheminots qui a débuté le 2 juin sans intervention des syndicats à la suite de la diminution de la ration de pain dans une cantine de la SNCF. D'abord contestée par le gouvernement à travers de nombreuses interventions radiophoniques, elle avait à la mi-juin abouti à des négociations et des concessions de la SNCF, permettant aux leaders syndicaux d'appeler à la reprise du travail sur les ondes de la radio nationale.

### Autres sabotages sur les voies ferrées
D'autres sabotages avaient été constatés les jours précédents sur d'autres voies ferrées dans trois autres régions. Le Syndicat professionnels des inspecteurs et directeurs (SPID) de la SNCF, affilié à la CGC, a publié dans son bulletin Le Creuset une analyse exhaustive des dossiers des cheminots sanctionnés pour son sabotage, et précisé que « partout la gravité des infractions est sans commune mesure avec les faits relevés lors de la tragédie d'Arras ». Il a par ailleurs confirmé qu'un rail avait été déboulonné la veille sur la voie Lens-Arras, en coupant le signal, à la demande du préfet.
Le sabotage le plus grave après celui d'Arras est le déraillement du Lyon-Bourg le 1er décembre, deux jours avant le sabotage d'Arras, qui quitte les rails à la vitesse de 80 km/h, comme le rapporte la Nouvelle République du Centre-Ouest mais ne cause que quelques blessés, car dans un lieu en ligne droite et sans talus. C'est aussi le cas des autres déraillements.
Des rails ont été déboulonnés près d'Etampes, Epône, Le Mans, Livron et sur la ligne Lyon-Grenoble, qui ont causé « plusieurs déraillements » selon le quotidien Le Monde daté du 4 décembre : près d'Etampes, deux voies arrachées sur 100 mètres, 5 wagons d'un train de marchandises sortis des rails et couchés.
Le Monde écrit que câbles, fils téléphoniques, ou de signalisation, ont été arrachés:
- en Seine-et-Oise ;
- Châteauroux-Limoges ;
- à Bessay, près de Moulins ;
- sur la ligne Paris-Metz où des techniciens grévistes, indignés ont fait les réparations nécessaires[9].

### Gares envahies
Près du pont de Clichy, en région parisienne, des inconnus ont jeté un fourgon électrique dans la Seine et la police a dû repousser, selon le journal, des centaines de manifestants tentant de réoccuper les gares de Vierzon, Toulouse, Rouen-Orléans, Rouen-Martainville, Amiens, Bourges, et Montluçon, où le secrétaire de syndicat CGT a démissionné et repris le travail. En gare de Rennes, la police a recouru aux gaz lacrymogènes pour disperser un millier de grévistes du bâtiment et de la SNCF.
La loi du 29 novembre prévoyant le rappel militaires de plusieurs classes est contournée à Limoges, selon le journal, par l'envoi de télégrammes donnant de fausses adresses.

## Déroulement

### Accident et secours
Le train postal Paris-Tourcoing avait quitté la Gare de Paris-Nord le 2 décembre 1947 à 22 h 55. Il comportait trois wagons postaux et cinq voitures de voyageurs. Au moment du drame, il roule à 92 km/h.
Le 3 décembre 1947 à 2 h 35, il sort de la voie, où un rail entier a été déboulonné, sur près de 25 mètres. Comme il empruntait une courbe située entre deux talus, les véhicules tractés de la rame percutent violemment la locomotive, qui reste bloquée entre les deux talus. La neige, tombée dans la nuit, rend les secours plus difficiles, même si Roger Croxo, le jeune élève-mécanicien venu de la Plaine Saint-Denis, qui assistait le conducteur Pierre Bouvier, d'Amiens, brûlé aux jambes, parvient à donner l'alerte, en pleine nuit, assez rapidement : il court au poste d'Agny alerter téléphoniquement la gare d'Arras.

### Localisation exacte de l'accident
Plusieurs journaux ont indiqué que le déraillement a eu lieu dans la courbe d'Achicourt, assez prononcée, qui permet à la voie ferrée de contourner le renfoncement sur lequel a été construit la citadelle d'Arras.
Les photos et les images télévisées confirment un lieu où la voie est à la fois courbée et surplombée de près d'une dizaine de mètres par des talus où viennent les curieux,. Un pont les relie au XXIe siècle, passant au-dessus de la voie. Durant la guerre, les résistants faisaient dérailler dans « les courbes, les talus » quand il « s'agissait d’un convoi militaire avec du matériel », pour causer beaucoup plus de dégâts.
L'autre lieu évoqué dans la presse est la "bifurcation d'Agny" de la LGV actuelle où la voie suit aussi une courbe entre deux talus, près du "pont de Sicheux", dont le vrai nom est "pont de Ficheux", enjanmbant aussi la voie, proche d'un ancien cimetière allemand d'une centaine de tombes.
Les deux lieux, situés à respectivement 2 et 5 km d'Arras sont tous les deux les plus dangereux de la ligne SNCF. Le choix de l'un ou l'autre pour déboulonner un rail garantissait aux criminels le maximum de probabilité de causer des victimes, car le train, au lieu de se coucher simplement sur le côté, a percuté les talus, le premier wagon étant "pulvérisé" par le choc contre la locomotive, comme le rapporte la presse le lendemain. Lorsque les secours arrivent, ils découvrent la locomotive inclinée sur le ballast, wagons et voitures « effondrés sur elle, écrasés ou télescopés », dans des images très impressionnantes.
La localisation exacte n'est pas forcément connue de la plupart des médias les premiers jours. Les photos de l'accident ne peuvent voyager en train jusqu'à Paris car la voie n'est pas déblayée. Les quotidiens ont par ailleurs peu de place pour les photos car ils ne sont publiés en 1947 que sur une seule page recto verso en raison de la pénurie aigüe de papier. Surtout, l'alerte a été donnée par un jeune-élève mécanicien parisien qui ne connait pas la région et a échappé aux blessures en sautant immédiatement de la locomotive lorsque le déraillement le réveille. Il court dans le sens opposé, ce qui l'amène à hauteur du poste téléphonique de secours d'Agny, en direction de la bifurcation d'Agny de la LGV actuelle, ce qui explique que les premières informations télégraphiées parlent de la "catastrophe d'Agny".

### Motivations ou mobiles du crime
Les procès contre la SNCF, conclu seulement en 1953 en cour de cassation, a apporté la preuve que 700 non-grévistes étaient réunis dans la gare d'Arras, à seulement 2 kilomètres du lieu du sabotage, comme le rapportait déjà la presse juste après le déraillement, tandis que des gardes mobiles protégeaient aussi la gare.
L'hypothèse d'un sabotage pour empêcher un train de CRS de venir, au milieu de la nuit, à la place du traditionnel train postal, très attendu après plusieurs jours de suspension du trafic, compléter ce dispositif parait donc assez peu plausible, d'autant que ce trafic avait repris régulièrement avec 5 trains dans la journée et que les CRS avaient besoin de leurs autocars pour se déplacer à travers le bassin minier, qui s'étend sur 80 kilomètres de tissu semi-urbain. La gare était par ailleurs protégée aussi, préventivement, par le déboulonnage d'un rail sur une autre voie, entre Arras et les bastions du PCF dans la région minière de Lens.

## Réactions

### Jules Moch fait évacuer la gare de Valence, où trois manifestants sont tués
Le drame du Paris-Tourcoing renforce la volonté du ministre de l'Intérieur Jules Moch d'en finir avec les grèves qui durent depuis la mi-novembre par la force. Il ordonne d'évacuer les gares qui sont encore occupées, ce qui cause la mort par balles de trois manifestants à Valence le 4 décembre, le lendemain du déraillement.

### Autorités et médias
Cependant, sans indices ni preuves, les autorités et les médias, pourtant globalement très irrités par la durée et la brutalité des grèves, n'osent accuser les grévistes d'en être à l'origine que de manière indirecte et suggestive, en parlant de responsabilité en raison du climat social très dégradé depuis une semaine dans la région, ou en faisant le rapprochement avec le discours de Maurice Thorez, dans la région le lendemain. Le secrétaire général du PCF se montre plus combatif que jamais, de retour de Moscou, comme le soulignent les Actualités en image, lors d'un meeting qui réunit 7 000 personnes le 4 décembre 1947 à Hénin-Liétard.
Si tous les médias dénoncent le crime, L'Époque parlant d'« assassins » et Le Monde d'« œuvre de désagrégation sociale », seul le journal L'Époque pointe le doigt dans une direction, parlant de « saboteurs communistes », mais avec un point d'interrogation.

### Assemblée nationale
Quand le ministre du Travail Daniel Mayer lit à l'Assemblée le rapport qui vient d'annoncer le drame, les communistes l'interrompent en criant « Provocateur! », des voix de droite criant en retour « assassins ! », tandis que les communistes estiment qu'il s'agit d'un nouvel « Incendie du Reichstag », feu criminel qui avait ravagé le palais du Reichstag, siège du Parlement allemand à Berlin, dans la nuit du 27 février 1933 au 28 février 1933 et permis aux nazis de proclamer la Reichstagsbrandverordnung, suspendant les libertés individuelles, pour lancer une campagne de répression contre les communistes allemands.
Le député PCF évoque alors « ceux qui en 1938 mettaient des bombes au siège du patronat pour accuser ensuite les communistes ».

## Victimes et indemnisations obtenues de la SNCF

### Indentification des victimes
Les corps sont amenés à la gare d'Arras et placés dans des cercueils provisoires, tandis que des soins médicaux d'urgence pour les blessés y sont improvisés, en mobilisant les médecins de la ville.
Parmi les victimes, une enfant de seulement 4 ans, originaire de Saint-Malo, et Edgard Adrien Verkindère, capitaine d'Infanterie affecté au cabinet du ministre de la guerre, qui avait volé pendant la Guerre à la Gestapo la liste des fusillés de l'arrondissement de Lille.

### Indemnisation en première instance
M. et Mme Wary-Watrelez, de Faches-Thumesnil, qui ont perdu leur fille dans la catastrophe, ont réclamé à la SNCF 5 millions de dommages et intérêts, et ont obtenu en janvier 1953 un million de francs avec intérêts judiciaires, sur décision du tribunal de commerce d'Arras. Ce dernier a jugé la SNCF entièrement responsable de l'accident et déclaré que son obligation de sécurité lui donnait le devoir de « ne pas se borner à des vérifications ou effectuer une surveillance qui, suffisantes en temps normal, ne l'étaient plus dans le climat de troubles et de menaces dans lequel évoluaient les grèves de 1947 ».

### Indemnisation en Cour de Cassation
La SNCF a contesté ce jugement jusqu'à la Cour de cassation, en invoquant un cas de force majeure et celle-ci s'est rapidement prononcée, le 30 juin 1953, par un arrêt confirmant que la SNCF demeurait responsable, car elle aurait dû renforcer plus la surveillance des voies, en faisant de plus appel aux pouvoirs publics, compte tenu du fait que d'autres rails avaient été déboulonnés les jours précédents sur d'autres voies un peu partout en  France. Me Cail, avocat de la SNCF, fit valoir que des surveillances et des rondes avaient eu lieu la nuit même, facilitées par le fait que 700 cheminots non grévistes ayant repris le travail étaient réunis depuis la veille à la gare d'Arras, mais que le déboulonnage du rail ne pouvait être décelé car il a pu être réalisé en seulement un quart d'heure environ. L'avocat général Fontaine appuya la SNCF sur ce point en en affirmant qu'il aurait fallu placer un policier ou un soldat tous les 25 mètres le long de la voie pour empêcher le sabotage.
De son côté, l'avocat des victimes, Me Goulet souligna comme en première instance le caractère insurrectionnel de la grève, à un point tel que la SNCF aurait dû prendre l'initiative de faire appel au secours des pouvoirs publics pour surveiller les voies et par ailleurs recourir à un convoi formé uniquement de wagons en métal, dont la vitesse aurait pu être limitée.
L'arrêt de la Cour de cassation, présidée par Léon Lyon-Caen, a repris à son compte l'argumentation de la cour d'appel en estimant que la SNCF « pouvait normalement s'attendre à voir se multiplier les actes de malveillance et prévoir que ceux-ci, qui n'avaient eu jusque-là, par le plus heureux des hasards, que des conséquences peu graves, provoqueraient un jour une déplorable catastrophe ».
La Cour de cassation a par ailleurs aussi ajouté qu'il « n'est pas invraisemblable de supposer » que la reprise du trafic ferroviaire le jour précédent ait pu « inciter les criminels à perpétrer leur forfait pour briser les efforts faits pour mettre fin à la grève », possibilité qui aurait elle aussi dû inciter la SNCF à renforcer encore plus sa surveillance des voies.
Les audiences des procès ont établi que 5 trains avaient circulé sans encombre au même lieu dans la journée, mais aussi qu'auparavant  la circulation avait été « quelque temps déjà interrompue ».

## Enquête
Les 14 cheminots arrêtés après le déraillement ne furent acquittés qu'en février 1948, deux mois après.
Les saboteurs n'ont pas seulement coupé la liaison ferroviaire entre Paris et Tourcoing en déboulonnant deux rails, sur une longueur de 25 mètres. Ils ont coupé le signal électrique le long de la voie, empêchant le conducteur et son mécanicien Roger Croxo, qui survivront, de savoir que la ligne était coupée. Ils ont surtout choisi un passage de la voie en courbe et entre deux talus relevés, ce qui fait que les wagons ne sont pas seulement sortis de la voie, ce qui n'aurait causé seulement quelques blessés, mais se sont entrechoqués, ce qui a causé un grand nombre de morts et de blessés très graves qu'il a fallu désincarcérer.
Les motivations et les auteurs du sabotage n'ont pas été clairement établis,, seules des hypothèses et des rumeurs ayant été colportées, après plusieurs décennies. 

### Premières arrestations
La police a immédiatement arrêté cinq syndicalistes qui avaient obligé un mécanicien à "jeter le feu" d'une locomotive en gare d'Arras la veille du déraillement. Parmi eux, le secrétaire adjoint du syndicat des cheminots, Georges Derepas, mais ces violences délictueuses des grévistes apparaissent vite sans rapport avec l'attentat selon le juge d'instruction, M. Dalattre, et sans non plus "aucune corrélation" avec le sabotage. Les enquêteurs informent par ailleurs la presse qu'au  « même endroit, sous l'occupation, un sabotage avait déjà fait dérailler un train », que la gare d'Arras avait été envahie à 11 heures, la veille du déraillement, par 700 cheminots non-grévistes les mains dans les poches. La gare d'Arras avait été le seul centre de rassemblement de non-grévistes des[Quoi ?].
Selon l'enquête, les 5 wagons de voyageurs, en bois, étaient depuis Amiens en tête, suivis de trois postaux sous des chutes de neige au moment du déraillement et conduit par le mécanicien Marcel Fournet et non par le conducteur Pierre Bouvier, d'Amiens, brûlé aux jambes. C'est l'élève mécanicien Roger Croxo, du dépôt de La Plaine-Saint-Denis, indemne car il avait sauté du train quand le choc l'a réveillé, qui courut téléphoner au poste d'Agny, dans le sens opposé à la marche.

## Hypothèses
Aucune des différentes enquêtes réalisées n'a permis de savoir qui est l'auteur du sabotage, les différentes hypothèses évoquées durant plusieurs décennies manquant de précision, de circonstances, de sources indépendantes et neutres et parfois de cohérence.

### Hypothèse d'un train de CRS

#### Sources
Les quatre livres évoquant l'hypothèse d'un train de CRS, publiés quatre décennies plus tard, ont tous la même source, Auguste Lecoeur, qui s'est exprimé à chaque fois sans donner de motifs ni de précision, et deux fois sans être cité, ce qui s'est traduit par seulement quelques lignes dans deux de ces livres. Les médias deviennent friands de révélations sur le rôle du PCF pendant et après la Seconde guerre mondiale, à partir de mars 1980, quand L'Express publie un document d'archives attestant que son secrétaire général Georges Marchais a travaillé en Allemagne en 1942-1943. Philippe Robrieux, ex-président de l'Union des étudiants communistes puis exclu du PCF, publie quelques mois après le premier tomes de son "Histoire intérieure du PCF", suscitant « un très large intérêt ». Il prépare une suite, qui sortira en 1984, accusant l'ex-dirigeant communiste Jean Jérôme d’avoir abandonné aux Allemands le groupe de résistants juifs Manouchian,, en juin et juillet 1943, la direction du PCF  étant soupçonnée d'avoir refusé de les muter en zone sud, même si cette version  est contestée.
Entre-temps, le tome 2 de "Histoire intérieure du PCF" sort dès 1982, grâce aux archives personnelles inédites d'Auguste Lecoeur, emportées lors de son éviction de 1954, qui comportaient « tout l’état d’organisation du parti ». Robrieux révèle dans ce tome 2 la cause de cette éviction de Lecoeur, soupçonné par le PCF de soutenir les réformateurs soviétiques, après la mort de Staline. Dans cette publication de 1982, il évoque brièvement le déraillement de 1947, sous la forme d'une note de bas de page de quelques lignes : « seuls quelques initiés sauront que l'initiative de ce déraillement revient à d'anciens activistes de la clandestinité qui croyaient ainsi arrêter un train de CRS et seule la question de l'origine des directives demeure encore controversée : on ne sait pas si les ordres furent donnés par la direction nationale ou la direction régionale, ou... par des responsables locaux entièrement galvanisés par la lutte clandestine ».
Le seul historien à reprendre cette affirmation, en quelques lignes aussi, est l'américain Irwin M. Wall, qui publie l'année suivante un livre consacré au "Communisme français à l'ère de Staline dans la période 1945-1962". Mais cette fois, Auguste Lecoeur, la source de Philippe Robrieux, est cité nommément, tout comme une autre source, divergente, dans une formulation plus précise et moins catégorique : 

« Roger Pannequin affirme avoir mené une enquête indépendante qui a exclu toute action non autorisée de la part de militants du parti ou du syndicat. La présence de matériel roulant ayant pu servir au sabotage dans les environs fait selon lui penser à la probabilité d'une participation du gouvernement ou de cadres de la SNCF. Cependant, Auguste Lecoeur considère lui que Roger Pannequin et son camarade de la Résistance René Camphin sont les responsables du sabotage, effectué sans l'autorisation du parti, en croyant que le train transportait des renforts de CRS »

.
René Camphin était en 1947 "secrétaire fédéral", c'est-à-dire numéro un du PCF dans le Pas-de-Calais et Roger Pannequin son adjoint à la tête de cette fédération.
Le même scénario se reproduit à la fin de la décennie : le récit de Lecoeur est évoqué mais sans le citer, dans un livre. Puis peu après, un autre livre le cite nommément, et cette fois filmé, avec une formulation différente, beaucoup plus précise et replacée dans le contexte de ses relations avec le PCF.
Le journaliste spécialiste des services secrets Rémi Kauffer affirme dans son livre de 1989, sans citer de sources, que la responsabilité du sabotage à la direction du PCF qui aurait volontairement fait monter la tension dans le réseau ferroviaire partout en France. Pour la première fois, le suicide de René Camphin en mars 1954, est attribué à la direction du PCF de l'impliquer dans la tragédie survenue sept ans plus, tôt afin de l'obliger à participer à l'éviction de son ami Auguste Lecoeur du PCF.
L'historien Claude Lévy a cependant exprimé des réserves sur ce livre qui tourne « souvent au Who's who de la Résistance », particulièrement parisienne ou londonnienne, doublé pour les autres résistants d'un « anticommunisme, dans l'air du temps », mais « répétitif et parfois injustifié », avec des « contresens » et « présupposés qui nuisent à la qualité » de l'enquête. Dans son compte-rendu pour la revue universitaire  Vingtimème siècle, il ne cite pas le déraillement.
Auguste Lecoeur, qui est aussi la source non citée de Rémi Kauffer, s'exprime deux ans après, mais cette fois filmé, dans Mémoires d'Ex, film-livre de Mosco Boucault qui replace ses propos dans le contexte des purges organisées entre 1950 et 1954 par l'entourage de Maurice Thorez contre les résistants les plus célèbres dans plusieurs régions, mais en se focalisant sur ceux du Nord-Pas-de Calais. Lecoeur y évoque René Camphin, comme dans le livre d'Irwin Wall de 1983, mais en précisant ce qu'il entend par "responsabilité":

« Un militant du parti qui avait un poste important la gare d'Arras informa le secrétaire fédéral de l'époque qu'un train composé de gardes mobiles qui venait mater les grévistes partait de Paris en donnant les horaires. Immédiatement furent informés des militants qui touchaient de près le secrétaire fédéral. Et ces militants, sans même en aviser le secrétaire fédéral, prirent des dispositions et croyant que c'était un train de CRS firent dérailler ce train (...) J'ai donc demandé à René Camphin s'il était exact qu'il avait participé à ce déraillement et que c'était une affaire organisée par le parti. Et il m'a dit, moi personnellement, comme je te l'ai dit, je n'ai pas participé, mais ma responsabilité est engagée parce que je n'ai pas eu la force politique de les empêcher de commettre cette action »

.
Dans une autre version, en 1992, Lecoeur dira plutôt que le militant d'Arras « vient trouver le secrétaire fédéral » pour lui dire « un train de CRS va arriver à Arras pour faire reprendre de force les mineurs ou les massacrer », car il « possède une liste des trains qui passent ».
Dans le film-livre de Mosco Boucault, Auguste Lecoeur évoque aussi la lettre que René Camphin lui fit parvenir l'après-midi précédant sa mort disant: « je quitte la réunion du comité central, des pressions inadmissibles se sont exercées contre moi, en aucun cas je ne veux participer à la curée organisée ». On lui a dit, « si tu n'accuse pas Lecoeur, on va te mettre sur le dos la responsabilité du déraillement du train. C'est tout ».
Sa version de 1992 diffère aussi: il se voit demander si Camphin « devra porter le chapeau de l'affaire s'il refuse » de participer à la curée, et répond « je ne sais pas s'ils le menacent de çà mais il sait déjà qu'il aura à en payer les conséquences ».
René Camphin, ainsi cité par Lecoeur 37 ans après, fait référence aux accusations de « responsabilité » portées contre tous les dirigeants du PCF dans le Pas-de-Calais entre 1951 et 1954, au moment de les éliminer tous, celle d'avoir eu « recours à des petits groupes, le plus souvent incontrôlés et incontrôlables, qui ont par exemple été chargés en 47-48 de durcir les grèves et en 1950 de répondre du tac-au-tac à des attentats ». Des petits groupes qui « malheureusement ne sont pas fermés aux provocateurs! ».
Formulée en 1954 par François Billoux après une enquête interne ayant échoué à donner des éléments plus précis, mais écartée par l'historien Yves Le Maner comme des « accusations de droit commun » sans fondement, formulées gratuitement « dans tous les procès de type stalinien », cette accusation affirme sans preuve ni précision que « la responsabilité du camarade Lecoeur est directement engagée lorsqu'on sait que telles directives ont été tenues ou données par lui dans d'autres fédérations ».
Le film de Mosco Boucault en conclut que les saboteurs « ont agi à l'insu de leur principal dirigeant fédéral, René Camphin » et montre surtout l'état d'esprit des leaders communistes du Pas-de-Calais, tous anciens résistants, pendant les 3 années de purges au cours desquelles la direction du PCF a cherché à les éliminer, en commençant par l'affaire du meurtre d'un agriculteur dans le Pas-de-Calais de 1951 dite "Affaire Pronnier": ils sont accusés, comme l'a été Georges Guingouin dans le Limousin, d'avoir laissé d'anciens résistants commettre des meurtres après la guerre, même si la Justice les a innocentés dans l'Affaire Pronnier et celle visant Georges Guingouin dans le Limousin.
Le motif spécifique de l'éviction d'Auguste Lecoeur en 1953-1954, son engagement dans la destalinisation, est mieux connu depuis les documents découverts par l'historien Marc Lazar fin 1990, recoupant le témoignage écrit en 1955 par Auguste Lecoeur et qu'évoquera en 2010 dans sa biographie de René Camphin l'historien Daniel Hémery.
Après la mort de Staline en mars 1953, Mikhaïl Souslov, membre du Politburo de l'URSS depuis 1952, avait convoqué Lecoeur à Moscou pour l'interroger sur le rapport présenté à la direction du PCF par Jacques Duclos à son retour de la conférence des 12, 13 et 14 juillet 1953, tenue à Moscou. Malenkov, Molotov et Nikita Khrouchtchev, le nouveau numéro un soviétique, y avaient effectué une sévère critique de la période stalinienne et surtout du « culte de la personnalité ». Jacques Duclos n'en avait rien dit, selon l'historien Marc Lazar. Même dans ses mémoires publiés en 1972, Jacques Duclos n'a pas relaté ce qui avait été dit, ne rapportant que les accusations portées à Moscou contre Beria.
Auguste Lecœur avait alors été convoqué à Moscou à son tour, au cours du même été et « invité par Souslov à transmettre au PCF le nouveau cours soviétique », notamment l'exigence de la « la mise en place de directions réellement collectives dans tous les partis communistes, au lieu de la direction personnelle que Thorez, fort de son intouchable sanctification, pratiquait depuis longtemps en France ». Dès lors « tous les partisans de Thorez » virent lors en Lecœur « l'homme de confiance potentiel de la nouvelle direction soviétique » et « le relais possible en France des krouchtcheviens », ce qui en fait aussi « le concurrent virtuel le plus dangereux à la fois pour le pouvoir du secrétaire général et pour le maintien de la culture stalinienne du PCF ». Ainsi, quelques semaines seulement après le retour de Lecoeur à Paris débutent les tentatives de l'évincer. Il devient « le bouc émissaire (...) diabolisé, sur le modèle de l’affaire Marty-Tillon ».
Le film de Mosco Boucault ne conteste pas la version d'Auguste Lecoeur sur le déraillement, sans même donner la parole à Roger Pannequin sur le sujet, mais montre surtout la colère froide du second contre le premier, qui l'a mis au chômage en 1953, après avoir abandonné ses camarades du Pas-de-Calais dans l'Affaire Pronnier de 1951, leur donnant même un blâme secret, dans l'espoir de conserver sont poste, puis d'être à l'origine des livres de 1982, 1983 et 1989 qui rendent Pannequin et Camphin responsables du déraillement de 1947, en laissant entendre que viser des CRS n'aurait pas été aussi choquant. Roger Pannequin assure au contraire avoir à plusieurs reprises fermement découragé d'anciens résistants d'utiliser des explosifs datant de la guerre, qui voulaient faire sauter des camions de CRS, au point qu'il ne les a ensuite plus jamais revus.
À partir de 2010, la biographie de René Camphin par l'historien Daniel Hémery a par aillleurs montré le cancer des poumons dont il souffrait, et le conflit sévère qui l'opposait à la direction du PCF dans l'Affaire Guingouin. Il a aussi retrouvé les traces de ses funérailles prestigieuses à Arras, suivies par 5 000 personnes, que les dirigeants du PCF n'ont pas osé boycotter.
Depuis la fin des années 1990,, le PCF a réhabilité ses exclus des années 1950, victime des « Procès de Moscou à Paris », titre d'un des livres de l'un d'eux, Charles Tillon,, ami proche de René Camphin, qui était son adjoint à la direction nationale des résistants communistes pendant la seconde guerre mondiale.

#### Compatibilité avec les autres indices de 1947
En 1947, nulle trace de grévistes ou résistants se vantant d'arréter des trains de CRS. Cette mystique  n'apparait qu'au moment de la grève de 1950 contre la Guerre d'Indochine, quand des manifestants se couchent sur la voie, puis sont sanctionnés par la SNCF mais relaxés par le tribunal correctionne, ou posent sur la voie une lanterne imitant un feu rouge afin de retarder le train amenant des CRS à Saint-Nazaire. Elle devient la trame d'un roman de Jean Kanapa en 1956, qui se réfère aussi à un train de l'armée porteur de cinq automitrailleuses, à destination de l'école militaire de Coëtquidan, transformé en « train de CRS, lesquels devaient aller réprimer une grève » à Brest. En 1948, le décrochage en gare d'Albi d'une locomotive d'un train où avait pris place des police deviendra un demi-siècle plus tard « les mineurs arrêtent un train de CRS » alors qu'il n'y a pas de mines à Albi.
En 1947, le ministre de l'intérieur Jules Moch a bien envoyé des renforts de gardes mobiles en pleine nuit en province, mais il s'agissait du cas particulier de Saint-Étienne, où les 3 compagnies de CRS déjà présentes, accusées d'avoir laissé entrer les manifestants dans la préfecture, sont dissoutes peu après. À la demande urgente par téléphone de Pierre Bertaux préfet de région, 3 escadrons sont arrivés à 4 heures du matin dans Saint-Étienne, complètement déserte,. Les manifestants, partis se coucher, avaient abandonnées en pleine rue les automitrailleuses qu'ils avaient escaladées la veille, sans vouloir réellement s'en emparer, les armes et munitions confisquées aux soldats ayant été ramenées à la caserne dès le lendemain matin,. La panique du préfet sert alors plutôt l'image de pacifisme qu'a voulu se donner le PCF local.
Par ailleurs, lors des grèves de 1947 et 1948, Jules Moch a eu plutôt recours à l'avion, au moins à deux reprises, quand il a fallu faire face à un maintien de l'ordre important, notamment dans l'usine de pneumatiques Bergougnan, située en plein Clermont-Ferrand.
Dans le Nord-Pas-de-Calais, les grévistes pouvaient sillonner le bassin minier en changeant d'endroit très facilement car il s'étaient emparé du parc de camions des Houillères. Les CRS peinaient à les suivre car ils manquaient principalement de camions. L'année suivante, pour cette raison, a réquisitionné ces camions des Houillères. Jusqu'à l'automne 1947, ils furent « tenus à l’écart, pour diverses raisons de la tâche du maintien de l'ordre » lors des manifestations et n'avaient pas de vocation nationale. Si des renforts étaient arrivés en train, et aussi tard dans le conflit, ce problème logistique les aurait rendu peu utiles. Le 3 décembre, la gare d'Arras était par ailleurs déjà solidement tenue par 700 hommes et voie ferrée vers Pas-de-Calais coupée, pour protéger la gare, accès principal vers la métropole lilloise et la Belgique. L'accès à l'autre partie du bassin minier, côté valenciennois, passait déjà par Cambrai, plus à l'est.
Les militaires, de leur côté, tenaient solidement deux points de fixation importants, dans l'Ouest du Bassin minier et à Denain. Dotée de leur propre matériel, ils semblaient plus sûr à Jules Moch, qui avait participé à une polémique publique sur la loyauté des CRS.
Côté CGT et PCF on vantait au contraire la fraternisation entre manifestants et forces de l'ordre. En meeting le 20 novembre 1947 à Bully-les-Mines, Henri Martel déclare que les grévistes ne doivent pas avoir peur des soldats car ils sont leurs frères,. Lors d'un autre à Boulogne-sur-Mer, Auguste Defrance fait monter deux soldats à la tribune pour montrer la fidélité à la classe ouvrière de la classe 1943, rappelée fin novembre. Et selon les renseignements généraux, les grévistes chantent en 1947 dans les meeting et défilés, « Gloire au 17e », chant écrite par Montéhus pour les soldats du 17e régiment d’infanterie de Béziers, qui avaient désobéi aux officiers lors de la révolte des vignerons du Languedoc en 1907, se mutinant avec armes et munitions, plutôt que la réprimer. Dans un[Quoi ?]
Le ressentiment contre les CRS ne se généralisera qu'à la fin de la grève des mineurs de 1948. Au jour du déraillement d'Arras en 1947, les affrontements avec les forces de l'ordre n'avaient encore causé ni décès ni blessés graves, de part et d'autre, alors qu'il y aura par la suite une dizaine de morts côté grévistes et manifestants. C'est en réaction aux 5 mineurs morts de la seconde quinzaine d'octobre 1948, que l'hebdomadaire communiste France nouvelle écrit le 30 octobre 1948 : « comme au temps des pelotons d'exécution commandés par les Waffen SS [.] le massacreur J. Moch fait tirer ses CRS sur des poitrines françaises » et que la journaliste Simone Téry titre un billet "CRSS" dans l'édition du 5 novembre 1948 de Humanité,. En 1947 cependant, un groupe de mineurs accompagnés par Roger Pannequin, un des leaders du PCF dans le Pas-de-Calais, a fait « prisonniers » trois CRS à Mazingarbe, pour leur apprendre ce qu'est la dure condition des mineurs puis été contraint de les relâcher sur ordre de dirigeants de la Fédération CGT. Leur libération est mentionnée dans La Voix du Nord du 6 décembre 1947, qui ne parle que de deux CRS. Roger Pannequin, qui sera condamné pour cela à six mois de prison avec sursis, raconte dans ses mémoires de 1976 que ces CRS ont subi les moqueries des grévistes « sur la dérision qu’il y avait à rester au service du pays pour 8000 F par mois ». Cette condamnation le fragilise lorsque la direction du PCF l'évince en 1953, en accusant les communistes du Pas-de-Calais d'avoir pratiqué la surenchère en 1947.

### Explosifs ou déboulonnage, mode opératoire de l'attentat
Les clés utilisées pour l'entretien des voies permettaient de dévisser les éclisses aux deux bouts, mais pour faire dérailler, il fallait ensuite tordre le rail, mode opératoire de l'attentat. Des charges, placées de part et d’autre des rails, éventuellement avec un contacteur, étaient plus simples, d'auta,t que la gare d'Arras, toute proche, est occupée par les non-grévistes ce soir là et la possibilité de fuir rapidement rendue plus difficile par l'abondante neige. Et c'est elle qui est évoquée par Auguste Lecoeur, la source de tous les écrits concernant un train de CRS.
Il déclare que les saboteurs « trois ou quatre gars, dont deux travaillent encore à Arras », se rendent sur la voie ferrée et « disposent des explosifs, des barre, et le train déraille ». Auguste Lecoeur précise l'avoir appris d'une lettre reçue de René Camphin en 1954, qu'il a « eu peur » de publier, dans laquelle ce dernier, par ailleurs, « dit des choses pas très agréables pour sa femme ». Selon Lecoeur, « à l'époque, on ménage le PC, on est en période d'élection et on préfère laisser tomber ». En fait, les élections municipales viennent d'avoir lieu en octobre 1947, les prochains scrutins sont éloignés (cantonales 1949 et législatives de 1951) à une époque où il n'y a ni présidentielle, ni régionales, ni européennes.
La mention d'explosifs, contradictoire avec le mode opératoire constaté, fait sans doute référence à un incident de 1947 relaté beaucoup plus tard par Roger Pannequin, avec qui Auguste Lecoeur est à couteaux tirés depuis le renvoi du premier, brutalement mis au chômage en septembre 1953 après avoir été déjà blâmé dans l'affaire Pronnier de 1951. Cet incident relaté par Roger Pannequin a lieu à la fin des grèves de 1947, ou lors de la grève des mineurs de 1948, moments où le bassin minier du Nord-Pas-de-Calais est « mis en état de siège » par police et armée. Les responsables communistes ont dû selon lui « convaincre leurs anciens hommes » de la Résistance de « ne pas foutre en l'air les camions de CRS, car ils avaient encore de quoi, des explosifs, des tas de trucs! ». Il précise avoir trouvé un jour deux hommes qui « avaient mis à jour une réserve de mines qu'ils avaient faites à la Libération » et qui « voulaient piéger la route par laquelle arrivaient les renforts de CRS ». Selon lui, ils « ont écouté et rangé leur camelote. Mais une fois la grève terminée, ils nous ont quitté et ne sont jamais revenus ». L'animosité ainsi mentionnée contre les CRS semble placer l'épisode plutôt en 1948 qu'en 1947, année où le PCF affichait au contraire son soutien aux CRS qui venaient d'être dissoutes.
Mais selon Leoceur, dans sa lettre de 1954, René Camphin dit que sa « seule responsabilité » dans le drame du 3 décembre 1947 est « de ne pas avoir eur l'autorité suffisante pour interdire çà », c'est-à-dire probablement la détention d'explosifs, Lecoeur ayant précisé par ailleurs à Mosco que le sabotage a été réalisé sans consulter ni prévenir René Camphin.
Les polémiques sur la conservation de leurs armes par d'anciens résistants, ont émergé lors de l'affaire Pronnier de 1951, avec une énorme couverture médiatique, et servi à la direction du PCF pour éliminer le leader du PCF dans le Pas-de-Calais Joseph Legrand et tenter d'affaiblir Auguste Lecoeur. Et en 1954, il sera reproché au second de tenter de repêcher le premier en lui offrant des postes.
Dans la région Nord-Pas-de-Calais, proche de l'Angleterre, le recours aux explosifs pendant la guerre avait été massif et stratégique. Les Allemands en ont accumulé en vue d'une attaque et dès 1941 et les avions britanniques en ont parachuté aux résistants, pour feiner l'usage du rail par les Allemands, qui manquaient de carburant. Les armes et exmplosifs parachutés à Nœux-les-Mines en janvier 1944, servaient jusqu'aux résistants de Tourcoing, 70 km plus loin, qui venaient les chercher.
C'est dans cette ville qu'a eu lieu le premier grand fait d'armes résistant, l'attaque de la poudrière de pour dérober « un arsenal de dynamite, poudre, détonateurs », par Auguste Lecœur, Ignace Humblot et Henri Dubois, longuement racontée dans les mémoires de Lecoeur. Elle avait rapidement été idéalisée: Auguste Lecoeur devint chef de la Résistance régionale et dès juin 1942, existait un détachement « Ignace Humblot » (arrêté en mai 1942), confié au jeune Paul Camphin, frère de René Camphin, Henri Dubois est cité en septembre 1942 dans un tract des "Comités populaires cheminots" appelant aux sabotages comme un des « meilleurs défenseurs » de la France. Il avait rédigé les premiers tracts de la région, distribués avec ses enfants. Arrêté en mars 1942, il avait été fusillé à la citadelle d'Arras symboliquement le 13 juillet avec six autres résistants. Ce sera le cas de 189 autres Français, 15 Polonais et 5 Belges. Sa femme Alice reviendra invalide à 100 % du camp de Duisbourg et son fils Germain décèdera au retour de celui de Boulenberg. Après son arrestation, le 26 mars 1942, Paul Camphin a exécuté l'ordre venu de Paris de poser des explosifs sur la voie ferrée Paris-Arras à Boisleux-au-Mont, qui tue le soldat allemand chargé de l'enlever, et déboulonne un rail sur la même ligne, près de la gare d'Arras, avec Georges Santerne et Georges Louchet, causant le retard d’un train de permissionnaires. Tous trois seront fusillés dans la Citadelle d'Arras le I"[Quand ?] novembre 1943, un mois après la déportation en Allemagne dy fils de Georges Louchet, né en juin 1927 à Achicourt,. Le frère de Paul Camphin est torturé et lui aussi fusillé peu après. Si les sabotages sont ensuite quasi-quotidiens, ces deux faits d'armes à l'explosif, parmi les premiers, ont une importance symbolique, par le martyre collectif dans les familles de leurs auteurs.

### Hypothèse d'un sabotage pour discréditer les grèves

#### Sources
Le journaliste Rémi Kauffer, bon connaisseur du milieu des services secrets affirme dans son livre de 1989 puis dans un article de 2004 que lors de ce qu'il appelle « les grèves insurrectionnelles de 1947 », des hommes du 11e régiment parachutiste de choc sont allés au contact des « mineurs qui occupent les fossess », à qui ils ont fait passer « des petits billets » en étant « déguisés en gendarmes mobiles », pour les menacer: si les mineurs  « recourent à la violence contre les non-grévistes ou se livrent au sabotage, ils trouveront à qui parler ». Rémi Kauffer précise que pour autant « ces combattants des forces spéciales, aussi anticommunistes soient-ils, n'ont pas du tout envie de s'opposer » aux mineurs, qu'ils savent avoir eu le courage d'effectuer la grande grève de 1941 dans le Nord-Pas-de-Calais et comme le 11e choc ne souhaite pas remplacer CRS et gendarmes mobiles, ces derniers assumeront l'encadrement des manifestations.
En 1947, les grévistes ont effectivement bousculé, parfois violemment, des non-grévistes et suspendues les procédures de sécurité dans de nombreux puits du Nord, provoquant inondations, éboulements et décès de plusieurs chevaux. Et une version moins romancée du passage du 11e choc fut dévoilée dès 1986, dans les mémoires publiés par Bob Maloubier, un de ses officiers. Il y raconte une conversation d'avril 1948 entre le patron du 11e choc Paul Aussaresses et son supérieur, peu avant son remplacement : le colonel Morlanne lui confie avoir appris que: 

« La presque totalité de l'unité a été mise en congé pour mission très spéciale, briser les grèves, taper sur les cocos, faire campagne pour le RPF. »

Le RPF, parti politique à l'anticommunisme déclaré, fondé quelques mois plus tôt par le Général De Gaulle, avait pour objectif avoué de « culbuter » la IVe République, rappelle le journaliste d'investigation Pierre Péan, qui a recoupé cette confidence avec d'autres sources d'époque. Parmi les doléances contre Paul Aussaresses, le fait ses soldats se bagarrent fréquemment avec des militants communistes
Paul Aussaresses a confirmé dans ses propres mémoires, publiés en 2001, être intervenu dans le Pas-de-Calais, à « Labourse, Beuvry, Nœux-les-Mines et Barlin », mais en 1948, année où des parachutistes échangeront « quelques coups de feu avec un responsable cégétiste local ».

Dans le sillage de cette autobiographie controversée de 2001, Aussaresses révèlera en 2008 avoir reçu pour mission du colonel Jacques Morlanne de préparer ses hommes :

« à des opérations clandestines, aéroportées ou non, qui pouvaient être le plasticage de bâtiments, des actions de sabotage ou l'élimination d'ennemis. »

.
Il s'agissait selon lui de « mener ce qu'on appelait alors la guerre psychologique, partout où c'était nécessaire, et notamment en Indochine », mais les historiens ont établi que le 11e choc n'y est pas intervenu avant 1950. En 1957, Paul Aussaresses dirigera la première phase de la bataille d'Alger (janvier-juin) et Yves Godard , son successeur au 11e choc, la seconde (juin-octobre), basée sur la manipulation et l'infiltration au sein du FLN algérien, avant de devenir chef du renseignement de l'organisation terroriste OAS. De son côté le Général De Gaulle fondera un nouveau parti moins anticommuniste et négociera le cessez-le-feu de 1962 en Algérie.
Selon Roger Pannequin, responsable PCF du Pas-de-Calais en 1947, il y a une probabilité qu'une équipe de ces services spéciaux, présents en 1947 et pas 1948, comme lui a indiqué à l'époque une conversation avec les Renseignements généraux, se soit vu discrètement ordonner le sabotage qui a causé le déraillement de l'express Paris-Tourcoing le 3 décembre, afin de discréditer la grève dans l'opinion, les grévistes ayant eux-mêmes fait dérailler plusieurs trains les jours précédents, mais sans causer de victimes.
Roger Pannequin en veut pour indice le fait que du matériel spécialisé ayant pû y servir a été retrouvé sur les lieux, qui aurait pu aussi être acheminé par des cadres de la SNCF. Il a relaté une conversation avec les Renseignements généraux, qui selon lui se demandaient si le sabotage ne venaient pas des services spéciaux de l'armée, « pour discréditer la grève, accélérer son issue, ce qui fut réussi » selon lui. Il évoque notamment une grue de déblaiement, visible sur les photos du drame, « dont les cheminots ne s'expliquaient pas qu'elle soit arrivée avant le sabotage ».
L'historien l'américain Irwin M. Wall, qui l'a interviewé, donne aussi la version contradictoire d'un autre responsable PCF du Pas-de-Calais, selon qui Roger Pannequin a au contraire une responsabilité dans l'affaire, le déraillement ayant pû être opéré par des militants du PCF qu'il était censé encadrer. Pannequin a lui-même reconnu que certains d'entre-eux disposaient d'explosifs conservés depuis la guerre et voulaient faire sauter des camions de CRS, mais qu'il a réussi à les convaincre d'y renoncer. Selon lui, il restait en 1947 dans le Pas-de-Calais « huit ou neuf résistants ayant participé aux équipes de sabotage pendant la guerre » qu'il a tous interrogés après le déraillement de 1947.
Le lendemain de la catastrophe, les 3 responsables du PCF du Pas-de-Calais, René Camphin, Louis Lambin et Roger Pannequin, avaient dans un communiqué accusé le RPF d’avoir fait déboulonner les rails avec la connivence du préfet socialiste Georges Phalempin et de la police, en s'appuyant sur le fait, non démenti, qu'un autre rail avait été déboulonné la veille par des cadres non-grévistes de la SNCF, sur une voie entre Arras et Lens, afin de décourager les militants des bastions du PCF dans la région lensoise d'approcher d'Arras, comme ils en avaient le projet. Mais sur cette voie, le signal électrique avait été fermé, par précaution.

#### Compatibilité avec les autres indices de 1947
Les grèves de 1947 en France avaient selon les historiens baissé d'intensité dès les 29 et 30 novembre, trois jours avant le déraillement, en raison d'un déclin du nombre de grévistes qui s'est accéléré après, comme le mentionne Roger Pannequin. Les deux jours qui ont suivi le déraillement, une minorité de grévistes très déterminés a poursuivi des actes de sabotage, qui avaient commencé plusieurs jours avant le drame d'Arras. Mais aucun n'a eu lieu dans un site aussi dangereux que celui d'Arras: une courbe entre deux talus. Durant la guerre, les résistants faisaient dérailler dans « les courbes, les talus » quand il « s'agissait d’un convoi militaire avec du matériel », pour causer beaucoup plus de dégâts.
Plusieurs trains ant ainsi quitté la voie ferrée sans causer de blessés, mais en donnant à une bonne partie de l'opinion publique le sentiment que des grévistes jouaient avec le feu. Côté grévistes, des centaines d'interventions moins dangereuses ont visés à freiner la reprise du travail. Près du Marseille, un bout de falaise a même été plastiqué pour entraver le passage sur la route.
Au cours de l'unique rassemblement important de non-grévistes pendant les grèves de 1947, des militants FO et CFTC avaient envahi la gare d'Arras le 1er décembre, avec l'aide d'un groupe de militants du RPF, probablement le plus nombreux, car FO et la CFTC n'étaient pas très implanté dans la région en 1947, tandis qu'un détachement militaire assurait aussi la protection des voies ferrées. Près de 700 hommes étaient ainsi réunis dans la gare, alors qu'il neigeait et que cinq trains sont arrivés de Paris, la veille du déraillement, selon la presse.
Selon Edouard Pick, chef d'une entreprise textile et président du RPF dans le Nord en 1947, qui avait le sentiment que le PCF pouvait prendre le pouvoir cette année-là, les militants RPF manifestaient dans les chemins de fer quand la liberté du travail n'y était plus assurée.

## Versions des cheminots

### Version des cadres cheminots
Une interprétation visant à disculper les grévistes a au contraire été publiée en 2004 dans le journal interne de la SNCF La Vie du rail (hebdomadaire).
L'Union nationale des cadres et techniciens des chemins de fer français et coloniaux, fondée  octobre 1920 via un regroupement de divers syndicats de cadres en vue d'un « syndicalisme spécifique aux cadres des chemins de fer », vigoureusement opposée à la grève, déclare dans un tract titré « Les cheminots ne sont pas des assassins » qu'elle « ne peut pas croire, en attendant que plus d'information soit disponible, que des cheminots ait participé à cet acte ».

### Version des cheminots CGT
Aucun cheminot du secteur d'Arras n'y a participé, assure dans ses mémoires publiés en 1998 Edouard Desprez, ex-FTP et membre de la direction clandestine de la CGT, qui fut révoqué de la SNCF et incarcéré après le déraillement, comme une quinzaine d'autres cheminots communiste d'Arras puis innocenté.
Il a déclaré la même chose dans son entretien avec l'historien Christian Chevandier, qui l'a trouvé « assez précis dans sa relation de ces événements », après l'avoir confronté aux propos d'Auguste Lecoeur,.
Raymond Tournemaine, secrétaire de la Fédération des cheminots CGT, parti en URSS le 10 novembre 1947, était absent à cette époque, remplacé par Jules Crapier, 52 ans, le secrétaire adjoint. Contrôleur des trains au Bourget-Triage, dans la future Seine-Saint-Denis, ex-codirigeant de la grève résistante des cheminots déclenchée le 10 août 1944 à la fin de l'Occupation et cofondateur du comité de liaison syndical avec les cheminots socialistes, il ne sera exclu du conseil d'administration de la SNCF qu'à l’issue de la grève de 1948, une année après le déraillement.
La tension héritée de la période novembre-décembre 1947 fait que les grèves importantes s'espacent à la SNCF, désormais tous les 5 ou 7 ans, et que les militants politiques de gauche et syndicaux y sont profondément divisés.

### Analyse des historiens
Parmi les historiens spécialistes du chemin de fer, la plus longue étude a été effectuée par Christian Chevandier dans un livre de 2002, où ilmet en garde contre "une mémoire qui a eu en un demi-siècle le temps de reconstruire l'épisode". Selon lui, "ce qui en est dit doit rendre d'autant plus prudent que semble encore compter des enjeux qui datent de moins d'une décennie après les faits". Il indique que "Jules Moch, interrogé trente ans plus tard par Marie-René Valentin, n'a aucun élément contre les grévistes", tandis que selon le leader syndical Achille Blondeau "les cheminots n'y sont pour rien". Il "partage l'analyse" de Marie-René Valentin que "ce ne sont pas des cheminots grévistes qui ont saboté la voie", cette dernière soulignant que "jamais dans les documents quelle a consultés, elle n'a trouvé trace de gréviste ayant attenté à la sécurité".
Christian Chevandier observe que "les grévistes tentent de convaincre CRS et militaires, éventuellement agents des corps urbains de manifester de la sympathie envers leur mouvement" et que la répression qui a suivi la grève des cheminots en 1947 est "sans commune mesure avec ce qui avait suivi les mouvements de 1910 et 1920".

## Arts et littérature
- De Lucie Aubrac (1997) aux Femmes de l’ombre (2008), bien des longs-métrages consacrés à la Résistance intérieure française par le cinéma débutent par une scène de sabotage ferroviaire, parfois même sans réalité historique. Entre décembre 1944 et août 1945 sont tournées neuf fictions en longs-métrages sur Résistance intérieure française[103], dont La Bataille du rail qui connait un grand succès en salles en 1946 mais le rythme de production ralentit considérablement trois ans après[103].
- Le déraillement a inspiré le film militant de Maurice Théry le présentant en 1948 comme « une immonde provocation » contre les grévistes[104].
- Le déraillement du train postal Paris-Tourcoing sert de point de départ et de trame à un roman policier écrit en 2014, la fiction de l'écrivain Pierre d'Ovidio[105], qui reprend les différentes hypothèses évoquées sur la cause du déraillement, en y greffant une autre trame historique, les rivalités entre Guy Mollet, maire d'Arras en 1947, et son rival local RPF[106].